# アラン・マキルレイス

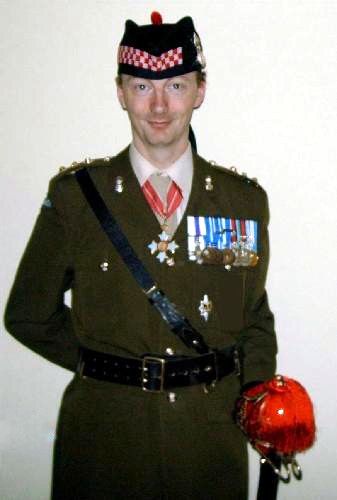
「陸軍大尉アラン・マキルレイス卿」の写真。2005年10月9日、英語版ウィキペディアにアップロードされたもの。

アラン・マキルレイス（Alan Mcilwraith 1978年3月3日 - ）は、スコットランド・グラスゴー出身の元コールセンター職員。英語版ウィキペディア上に自らの記事を作成するなどして、多数の勲章を受けたイギリス陸軍将校だと、およそ2年間にわたり詐称していた。2006年4月、タブロイド紙によって真相が暴露された。

## Wikipedia上の記事
2005年10月5日18時28分(UTC)、マキルレイスは英語版ウィキペディアに自らの記事を投稿した。この記事にはいくつか綴りの間違いが見られた。
| 「 | Captain Sir Alan Mcilwraith, CBE, DSO,MC (born 03 March 1978) is a British army officer, currently serving with the Scottish TA. Special Force's Trained Capt Mcilwraith is know throught〔ママ〕 the military world as a man that can get things done and thought of as a hero that the United Kingdom and NATO can look to in times of trouble. Mcilwraith's father was an Engineer. Mcilwraith went to Shawlands Academy, in 1994 he went to Glasgow University. Mcilwraith was commissioned into the Parachute Regiment aged 18 finishing top in his class at Sandhurst Military Academy , specialising in the threat from Terrorism. Serveing〔ママ〕 in Northern Ireland,he spent two years commanding a parachute company in Northern Ireland, and later the Balkans. In 2000s, Mcilwraith served in the NATO chain of command as an Advisor to the Supreme Allied Commander Europe, General Wesley Clark.He is best known for risking his own life when his company was attaked〔ママ〕 by a battalion to protect his men he took charge of a general purpose machine gun and held off the enemy long enough for his men to retreat. For this action he was awared〔ママ〕 the DSO. He was also badly injured protecting a young woman from an angry mob without any weapons to hand he placed himself between the young woman and mob this act of heroism made him a hit within the political world. There have been rumours that Mcilwraith stop a act of terrorism in the heart of London but these rumours are denied by both the British Goverment〔ママ〕 and Capt Mcilwraith alike however he was awared〔ママ〕 the CBE for services to the United Kingdom Very few Photos of Capt Mcilwraith are in circulation he is very camera shy but a splendid soldier says General Mike Jackson Chief of the General Staff ――英語版ウィキペディアの「Alan Mcilwraith」の記事、2005年10月5日18:28 (UTC) 時点の版 | 」 |

| 「 | サー・アラン・マキルレイス CBE DSO MC（Sir Alan Mcilwraith 1978年3月3日 - ）は、イギリス陸軍の軍人。スコットランド義勇軍所属。階級は大尉。特殊部隊の訓練を受けたマキルレイス大尉は、軍事界隈では英国やNATOに問題が降りかかった時に英雄として振る舞える男として知られている。 マキルレイスの父はエンジニアだった。マキルレイスはショウランズ・アカデミーに通い、1994年にはグラスゴー大学に進む。マキルレイスは18歳でサンドハースト王立陸軍士官学校を首席卒業し、対テロ専門部隊である空挺連隊に入隊した。北アイルランドで勤務し、2年間を北アイルランドの空挺中隊で過ごし、後にバルカン半島へ送られた。 2000年代には、マキルレイスはNATOの命令系統に組み込まれ、欧州連合軍最高司令官ウェズリー・クラーク将軍の顧問となる。彼は自らの中隊が大隊規模の敵に攻撃された時、部下を守るべく自らの生命を危険に晒し汎用機関銃を手に応戦して部下が撤退するための時間を稼いだ。この戦功によって彼はDSOを受章した。また彼は暴漢に襲われていた女性を助けるべく2人の間に入り、素手で女性を救った。この英雄的な行動によって政界でも彼は話題になる。マキルレイスはロンドンにおけるテロ攻撃を阻止したとも噂されているが、この噂は英国政府とマキルレイス大尉の双方によって否定されているが、彼は英国への貢献からCBEを受章している。 マキルレイス大尉の写真は、彼が写真嫌いであることからあまり出回っていないが、参謀総長マイク・ジャクソン将軍は彼を実に華麗な兵士だと称している。 | 」 |

マキルレイスは記事の作成にあわせて軍服と勲章を身につけた自らの写真をアップロードしている。記事自体はAOLのIP利用者によって作成されたが、その後の編集はMilitaryProという登録利用者によって行われた。2005年10月10日、検証可能性の問題を指摘するタグが貼付けられ、10月20日には信頼性の問題から削除タグが貼り付けられた。記事は3回削除され、翌年2006年2月17日より一時的に保護された。2006年4月、報道によってマキルレイスの嘘が暴露されると、以前の記事がマキルレイス自身によって書かれていた事を明記した上で記事が復活した。
記事作成当初、彼の大英帝国勲章の階級はコマンダー(CBE)とされていたが、2005年12月にはナイト・コマンダー(KBE)であると書き換えられた。2005年10月4日、MilitaryProは「イギリスのナイトおよびデイム受章者一覧」の記事にマキルレイスを追加したが、2時間後に Google has never heard of him — pretty good for someone supposedly knighted this year. のコメントと共に編集がリバートされた。

## 「マキルレイス大尉」の生活
当時、アラン・マキルレイスはグラスゴーにあるデル・コンピューターのコールセンターで働いていた。
彼は職場でも自らが戦争の英雄だと吹聴していた。職場のネームプレートにも「サー・アラン・マキルレイス」（Sir Alan Mcilwraith）という名前を使っていたし、デスクの隣には自らのロイヤル・ハイランド・フュージリアーズ連隊の制服姿の写真とウィキペディアから「引用」した自らの軍歴の一覧をピンで留めてあった。軍用長靴や軍服風のカーキ色をした背広やネクタイ、靴下を身につけて職場に現れることもあった。
2006年3月28日、イギリス陸軍においてロイヤル・スコットランド連隊の統合が行われた。この日、ロングコートと軍用長靴を身に付け、少し遅刻して職場に現れたマキルレイスは、「連隊統合に関連しエディンバラ城での会合に参加していたので遅刻したのだ」と説明した。そして「将校全員にチョコレートが一箱送られた」と語り、自慢気にQuality Streetの箱を取り出したという。
同僚の中には彼の語る輝かしい経歴を疑い、インターネット上で叙勲に関する記録が見つからないことを指摘する者もいたが、その度にマキルレイスは「宣伝が好きではないので、名前を消してもらった」と説明していた。
慈善団体National Children's Homeは、ウィキペディアにも掲載されていた「暴漢から女性を救った」というエピソードを信じ、マキルレイスを「影響を与えた女性賞」（Woman of Influence Awards）の授賞式にゲストとして招いている。この式典を取材した雑誌『No.1』は、「ショーナ夫人とサー・アラン・マキルレイス」（Lady Shona and Sir Alan McIlwraith）のキャプションと共に、勲章を飾り立てた空挺連隊の制服姿のマキルレイスと婚約者の写真を紙面に掲載した。
暴露の直前には『デイリー・レコード』から取材を受けているが、その時点でもマキルレイスは「つい先日少佐に昇進した」「今はSASに勤務している。記録が見つからないのはそのためだ」などと語っていた。

## 暴露
マキルレイスの二重生活は、スコットランドのタブロイド紙『デイリー・レコード』によって暴かれた。2006年4月11日、同誌は「本物のサー・ウォルター・ミティ」（Meet the Real Sir Walter Mitty）と題した記事を掲載した。
同誌はイギリス陸軍及びバッキンガム宮殿に対してマキルレイスの経歴について問い合わせたが、陸軍広報官は「私は彼が詐欺師と確信する。彼は陸軍の将校ではなかったし、兵卒や士官候補生でもなかった。宇宙士官候補生でも当たってみたらどうだね」と語り、また「マキルレイス大尉」の写真を見ると軍服の着方や勲章の飾り方など、多くの間違いが見られると指摘した。国防省の陸軍賞勲部（Army Gallantry Section）の担当者も、MC受章者の中にアラン・マキルレイスという名が見つからないと語った。紳士録（Who's Who）にも彼の名は見つからず、グラスゴー大学もマキルレイスの在学を確認できなかった。
英国のメディアでこの報道が広まり始めると、マキルレイスは働いていたデル・コンピューターのコールセンターから姿を消し、まもなく解雇されている。婚約者ショーナも婚約指輪を外して彼の元を去った。2006年7月、『デイリー・レコード』のインタビューに応じた。この中で彼は「街で遭遇した若者の一団に足場支柱で頭を殴られた後、あのような嘘が思いついた」と主張し、一方で「この騒動で私は誰からも馬鹿にされるようになり、家族も友人も失った」と後悔を語っている。

## その後

### 手品師
2007年12月、『サンデー・メール』が報じたところによれば、マキルレイスはレジャー(Ledger)を名乗る手品師として再び公の場に現れ、自らがランス・バートンの酒飲み友達であると吹聴しているという。バートン側の広報はバートンが禁酒している事を明かした上でマキルレイスの主張を否定した。これに加えて、マキルレイスはワールドマジシャンオブザイヤーで間違いなく2位に付けるであろうと主張している。マキルレイスはまた、多くの女性に"ベッドの上で"手品を見せたと語っているという。
かつての詐称事件に関してサンデー・メールの記者に尋ねられると、「私は実に愚かだった。あれは全て嘘だったし、私は非常に申し訳なく思っている。あの事件の後、私はウソを付くことをやめたのだが、手品師としては真剣にやっている。もうあんな真似はしない」と応じた。

### 資産家
2009年6月、マキルレイスは再び『デイリー・レコード』による報道の対象となった。これによると、彼は慈善活動家の大富豪という肩書きを詐称し、助手を探しているとしてスクライド大学の学生らから国民保険番号などの個人情報を聞き出したという。
同誌記者らがグラスゴー中央駅でマキルレイスへ取材した折、彼は印象的な青色のカラーコンタクトレンズを付けていた。彼は亡命希望者らの収容を斡旋する組織で働いていると主張し、また学生らが語ったような詐称も行なっておらず、酔っ払った学生が言い始めたのだろうと述べ、「私は私が働いている組織の為の人材を募集していたのだ。しかし、誰かを助ける事だけを考えているのだ。
私がある女学生から情報を聞き出したのも事実だが、私は本当に心から彼女を助けようと考えていたのだよ」と語った。

### 『デイリー・レコード』の報道
- “Lies lies lies”.  Daily Record (2006年4月12日). 2006年5月20日時点のオリジナルよりアーカイブ。2015年4月6日閲覧。
- “I've got to leave cruise to catch London bombers”.  Daily Record (2006年4月13日). 2011年8月27日時点のオリジナルよりアーカイブ。2015年4月6日閲覧。
- “Shady deals at the back of B&Q”.  Daily Record (2006年4月13日). 2009年9月4日時点のオリジナルよりアーカイブ。2015年4月6日閲覧。
- “You shall not go to the ball, 'Sir Alan'”.  Daily Record (2006年4月15日). 2015年4月6日閲覧。
- “Fake medals cost buttons”.  Daily Record (2006年4月12日). 2007年3月11日時点のオリジナルよりアーカイブ。2015年4月6日閲覧。
- “Bully hell made me a fake”.  Daily Record (2006年7月25日). 2007年1月24日時点のオリジナルよりアーカイブ。2015年4月6日閲覧。

### その他
- “'Knight decorated for bravery' exposed as footsoldier in call centre's front line”.  The Times (2006年4月12日). 2011年6月4日時点のオリジナルよりアーカイブ。2015年4月6日閲覧。
- “CAPTAIN BOGUS”.  The Mirror (2006年4月13日). 2015年4月6日閲覧。
- “My great escape from Glasgow estate: fake army hero tells story”.  The Guardian (2006年7月25日). 2015年4月6日閲覧。
- “Fake war hero 'never served' in armed forces”.  The Daily Telegraph (2006年4月12日). 2007年3月11日時点のオリジナルよりアーカイブ。2015年4月6日閲覧。
- “'Decorated war hero' exposed as fake”.  The Scotsman (2006年4月12日). 2015年4月6日閲覧。